# 岡部親綱
岡部親綱（生年不詳－1562年）是日本戰國時代武將。駿河大名今川氏的家臣。通稱左京進、二郎。出家後稱玄忠。父親是岡部仲綱。兒子有岡部久綱、岡部貞綱。
今川氏輝的側近。在氏輝死後的天文5年（1536年）在花倉之亂時屬於栴岳承芳一方並攻撃方上城，攻陷城池等立下極大戰功。